# Max Briggs
Maxwell Francis „Max“ Briggs (* 9. September 1948 in Norwich) ist ein ehemaliger englischer Fußballspieler.

## Sportlicher Werdegang
Briggs wurde als Teenager von Ron Ashman entdeckt und von Norwich City verpflichtet. Unter dessen Nachfolger Laurence Morgan debütierte er im Laufe der Spielzeit 1968/69 für den Klub in der Second Division und avancierte später zum Stammspieler. In der Spielzeit 1971/72 wurde er mit der mittlerweile von Ron Saunders trainierten Mannschaft Zweitligameister und stieg in die First Division auf. In der Erstligasaison 1972/73 schaffte er mit dem Klub auf dem letzten Nichtabstiegsplatz den Klassenerhalt. Noch erfolgreicher war die Mannschaft in den Pokalwettbewerben: sowohl im Wettbewerb um den League Cup 1972/73 als auch den Texaco Cup 1972/73 erreichte sie jeweils die Endspiele. Im League-Cup-Finale setzte sich jedoch Tottenham Hotspur nach einem Treffer von Ralph Coates mit einem 1:0-Sieg durch. Clive Payne respektive David Cross waren zwar für die Canaries in Hin- bzw. Rückspiel um den Texaco Cup jeweils als Torschütze erfolgreich, beide Spiele gingen jedoch gegen den von Bobby Robson trainierten Endspielgegner Ipswich Town verloren. In der anschließenden Spielzeit 1973/74 rutschte Briggs mit dem Klub in Richtung Tabellenende. Bereits im Februar 1974 verließ er den späteren Erstligaabsteiger in Richtung Oxford United in die Second Division. Am Ende der Zweitligasaison 1975/76 verpasste er mit dem Klub den Klassenerhalt, für den er noch eine Spielzeit in der Third Division bestritt. 